# Stilobezzia guianae
Stilobezzia guianae är en tvåvingeart som först beskrevs av John William Scott Macfie 1940.  Stilobezzia guianae ingår i släktet Stilobezzia och familjen svidknott.
Artens utbredningsområde är Guyana. Inga underarter finns listade i Catalogue of Life.